# Miss Maranhão 2013
Miss Maranhão 2013 foi a 56.ª edição do tradicional concurso que escolhe a melhor candidata maranhense para representar seu Estado e sua cultura no Miss Brasil 2013. O evento contou com a presença de trinta candidatas de diversos municípios do estado nordestino. Juliana Cavalcante, vencedora do ano anterior, coroou Ingrid Gonçalves, de Caxias, como sua nova sucessora ao título no final do evento. O mesmo ocorreu no Teatro Arthur Azevêdo, em São Luís e teve como presença, animando o público, o comediante Ted.

## Resultados

### Colocações
Como a capital do Estado não é representada no certame estadual, a candidata que fica em 2.º. Lugar recebe o título simbólico de Miss São Luís. Essa prática era comum em certos concursos estaduais do nordeste, como o Miss Piauí, onde a segunda colocada recebia o título de Miss Teresina.

| Posição                 | Município e Candidata                                                         |
| Vencedora               | - Caxias - Ingrid Gonçalves                                                   |
| 2.º. Lugar              | - São Luís - Aline Dias                                                       |
| 3.º. Lugar              | - Imperatriz - Taís Braz                                                      |
| 4.º. Lugar              | - São Luís - Arianne Araújo                                                   |
| 5.º. Lugar              | - São Luís - Raíssa Nunes                                                     |
| Finalistas              | - Buriticupu - Camila Alves - São Luís - Giselle Neres                        |
| (TOP 10) Semifinalistas | - São Luís - Brena Oliveira - São Luís - Sarah Mendes - São Luís - Tainá Maia |

### Premiações Especiais
- Foram distribuídos os seguintes prêmios às candidatas:

| Prêmio         | Município e Candidata            |
| Miss Simpatia  | - Barra do Corda - Bruna Laísses |
| Miss Fotogenia | - São Luís - Raíssa Nunes        |
| Miss Beleza    | - Imperatriz - Taís Braz         |

## Candidatas
Disputaram o título este ano:
| - Alcântara - Lizandra Moraes - Barra do Corda - Bruna Laísses - Buriticupu - Camila Alves - Caxias - Ingrid Gonçalves - Imperatriz - Taís Braz - São Bento - Geicilene Pereira - São Luís - Aline Dias - São Luís - Amanda Zanotti | - São Luís - Brena Oliveira - São Luís - Bruna Bevilácqua - São Luís - Camila Viégas - São Luís - Carol Coutinho - São Luís - Fernanda Campos | - São Luís - Natália Costa - São Luís - Paula Campêlo - São Luís - Priscila Machado - São Luís - Raíssa Nunes - São Luís - Raphysa Zenni |

## Histórico
Candidatas em outros concursos:

### Estadual
Miss Piauí
- 2010: Buriticupu - Lanna Camila Alves (Vencedora) [4]
  - (Representando o município de Ipiranga do Piauí)

### Nacional
Miss Brasil
- 2010: Buriticupu - Lanna Camila Alves
  - (Representando o Estado do Piauí em São Paulo, SP)